# مانهو اوه
مانهو اوه (به انگلیسی: Manho Oh) کشتی گیر کشور کره جنوبی است. از افتخارات این کشتی گیر کسب  مدال نقره بازی‌های آسیایی ۲۰۱۴ می باشد.